# Lutheránus egyházi irodalom Erdélyben

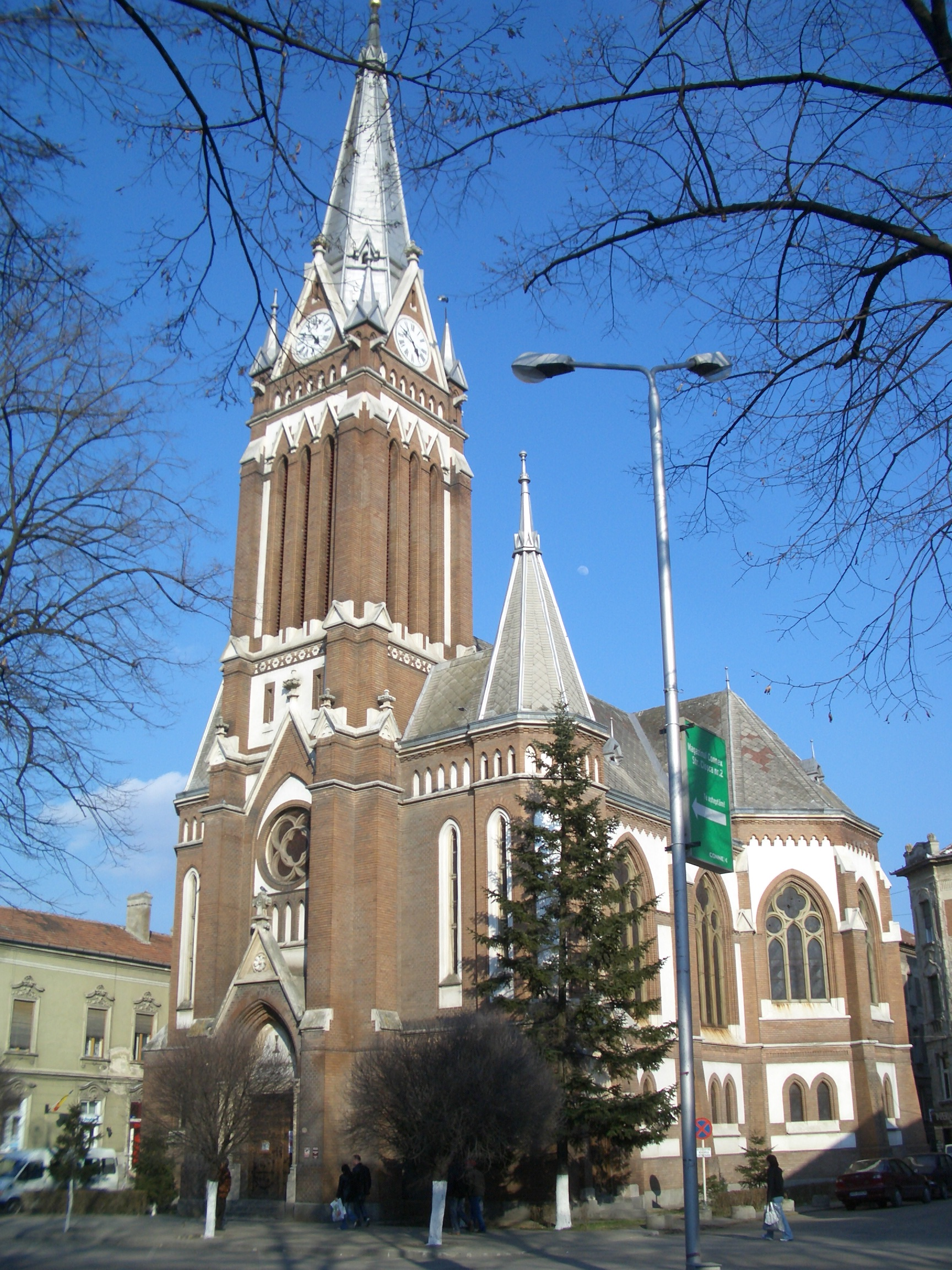
Evangélikus templom
(Arad)

Lutheránus egyházi irodalom Erdélyben (1918–1989) Az önállóan magyar lutheránus egyházszervezet kialakítására az első kísérletek még az 1870-es években megtörténtek, de Molnár Viktor hosszúfalusi lelkész kérelmére egy, a Brassó megyei csángó magyar esperesség megszervezésére az akkori magyar vallásügyi kormányzat részéről elutasító válasz érkezett. Újabb lépésként 1886. január 10-én a tatrangi presbitérium tett közzé kilépési nyilatkozatot a szász evangélikus egyházkerületből, s ennek nyomán jött létre a Brassó vármegyei evangélikusok első magyar konventje, amely egyházmegyévé szerveződve csatlakozott a Tiszai Evangélikus Egyházkerülethez, 11 gyülekezettel s mintegy 15-20000 magyar hívővel.

## 1918 után

### Szervezet
A trianoni békeszerződés után 1920-ban szerveződött meg Arad központtal az Arad-környéki szlovák evangélikusokat is magába foglaló romániai magyar evangélikus egyház, amelyet a román állam 1926-ban ismert el (szuperintendencia ranggal), élén Frint Lajos aradi esperessel, akit 1940-től Argay György követett.
1944 után az akkor már három egyházmegyét és 23 anyaegyházközséget magába foglaló szuperintendencia helyzete a többi egyházakéhoz hasonlóan változott meg: székhelye 1951-től átkerült Kolozsvárra (szuperintendensei Argay György halála után 1975-től Szedressy Pál, majd 1991-től Mózes Árpád), s a kolozsvári református, majd egységes protestáns teológia nyújtott keretet a lelkészképzésre is, miközben Brassó és Arad környéke továbbra is szerepet játszott az evangélikus egyház arculatának alakításában.
Az egyházi élet humanista közszellemét Járosi Andor kolozsvári lelkész és teológiai tanár, valamint Reményik Sándor irodalmi működése fémjelzi.

### Vallásos irodalmi munkák
A hitterjesztő és vallásos irodalmi munkák közül kiemelkedő Kiss Béla csernátfalusi lelkész irodalmi munkássága, Dávid Károly (1885–1949) zajzoni lelkész és Argay György evangélikus konfirmándus-kátéja (Hit-remény-szeretet. Brassó, 1925), Beyer Aurél nagybányai lelkésznek Az ágostai hitvallástól a Formula Concordiae-ig (1955) és Szedressy Pálnak A teremtéstörténet és tudományos ismereteink (1982) c. tanulmánya (mindkettő csak kézirat gyanánt terjedhetett). Az evangélikus irodalomnak ehhez a területéhez tartozik Bíró László hosszúfalu-fűrészmezei lelkész prédikációinak gyűjteménye (Jézus az én bizodalmam. Sepsiszentgyörgy, 1930), valamint a három kiadásban is megjelent Evangélikus énekeskönyv. Kolozsvár, 1955, 1969, 1976).

### Egyházközségek története
A lutheránus egyházi irodalom önálló területe az egyházközségek történetének feldolgozása. Jászay Károly a kolozsvári egyházközség harangjait és orgonáit is bemutatja (1936–42), Beyer Fülöp marosvásárhelyi (1929), Nikodémusz Károly brassói (1937) egyháztörténeti adatokat dolgoz fel, Argay György a százéves temesvári evangélikus templom történetét eleveníti fel (1937). Az egyházi kiadványok között szerepel egy Történelmi műemléktemplomok című tájékoztató, valamint a Zajzoni Rab István emlékére kiadott kötet (1992).

### Evangélikus naptárak
Hitbuzgalmi, egyháztörténeti, szépirodalmi és helytörténeti anyagot egyaránt tartalmaznak a naptárak is, amelyek közül a lutheránus egyházi irodalom szempontjából számon tartandó a Csángó Naptár (1923–32) Bálint András barcasági csángó magyar településtörténeti adataival, az Evangélikus Élet Naptára és az Evangélikus Naptár (1935–43), a Kovács László lelkész által Sepsiszentgyörgyön megjelentetett Evangélikus Naptár (1946–48), valamint a Gillich Fülöp bácsfalusi és Mátyás Béla pürkereci lelkészek által kiadott Luther-Naptár.

### Az evangélikus egyházi sajtó
Szerves része a lutheránus egyházi irodalomnak az evangélikus egyházi periodika, amely a hívek szélesebb köreinek folyamatos lelki gondozását, a területileg igen szétszórt romániai magyar evangélikusok körében pedig a kapcsolatteremtést is biztosítja. A két háború között kisebb megszakításokkal folyamatos volt jelenléte a gyülekezetek életében: Fritz László és Nikodémusz Károly Evangélikus Néplapot szerkesztett 1921–23 között Hosszúfaluban, majd 1931-ig Kolozsváron; Evangélikus Harangszót jelentetett meg Sipos András esperes 1933–1937 között Bukarest-Hosszúfalu helymegjelöléssel; ennek címváltozataként jelent meg az Evangélikus Őrszem Hosszúfaluban 1935-ben; 1936-38 között már csak magyar címmel és magyarul jelent meg az Argay György által Temesváron 1933-ban indított Luther Zeitung – Luther Újság, míg végül mindezek egybeolvadnak az 1935. december 1-jén Bácsfaluban indított Evangélikus Élettel, amelyet 1943-ban tiltott be az Antonescu-rendszer, s amelynek élén Gillich Fülöp, Mátyás Béla, Nikodémusz Károly, Kiss Béla, Raduch György nevével találkozunk.
A II. világháború után a lutheránus szerzők hittudományi és egyháztörténeti dolgozatai a Református Szemle keretében jelentek meg, amely 1948-tól impresszuma szerint a Romániai Zsinatpresbiteri Evangélikus Egyház hivatalos lapja is. A folyóiratnak a lutheránus egyházi irodalom körébe eső tanulmányaiból kiemelendő Rapp Károly írása a nemzeti kisebbségek helyzetéről Romániában (1952/2), Dombi Béla tanulmánya (Az igehirdetés a Szentírásban. 1964/4), Ilmari Soisalom Soinienen finn teológiai professzornak a hétfalusi gyülekezet előtt elmondott beszéde (Nemcsak kenyérrel... 1983/1), Szedressy Pál Luther és az időszerű problémák (1983/3), valamint Deák Ödön A fél évezred óta alakuló Luther-kép (1983/5) c. tanulmányai.

## 1989 után
A diktatúra bukása után, 1990-ben újraindult az Evangélikus Élet, megindult az Evangélikus Harangszó s Tatrangon kis egyházi nyomdaműhely is létesült, a Zajzoni Rab István-emlékkötet (1992) mellett inkább apró hitépítő kiadványok számára.